# Шава, Фредерик
Фредерик Шава (англ. Frederick Shava; род. 20 марта 1949) — зимбабвийский государственный и политический деятель. Назначен министром иностранных дел и международной торговли в феврале 2021 года и приведён к присяге 2 марта 2021 года. Также является членом Сената Зимбабве, представляет провинцию Мидлендс, после приведения к присяге 17 марта 2021 года. Заменил покойного Сибусисо Мойо как в Сенате, так и на должности министра иностранных дел.

## Биография
Родился 20 марта 1949 года в Чиви, бывшей колонии Южная Родезия. Учился в средней школе в Чишаваше, а затем получил степень бакалавра наук в области биологии в Университете Замбии или Зимбабвийском университете. Также имеет степень магистра наук в области нематологии Имперского колледжа Лондона, а также степень магистра и доктора философии по паразитологии в Королевском колледже Холлоуэя.
До назначения на должность министра иностранных дел был представителем Зимбабве в Организации Объединённых Наций, где был представителем Совета ООН по экономическим и социальным вопросам. Также работал в правительстве Роберта Мугабе в должности министра труда, планирования и развития рабочей силы с 1981 по 1986 год и государственного министра по политическим вопросам в 1987 году. Работая в кабинете министров в правительстве Роберта Мугабе, был осужден за лжесвидетельство в автомобильном скандале с Уиллоугейтом, за что позже был помилован президентом. Также был послом Зимбабве в Китае с 2007 по 2014 год.